# François Mackandal

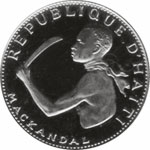
Mackandal auf einer haitianischen Münze

François Mackandal, Haitianisch-Kreolisch Franswa Makandal († 1758 in Cap-Haïtien), war in der Zeit vor der Haitianischen Revolution ein Anführer der haitianischen Maroons in der französischen Kolonie Saint-Domingue.

## Biografie
Mackandal war afrikanischer Abstammung. Manchmal wurde er als haitianischer Voodoopriester oder Houngan beschrieben. In manchen Quellen wurde er als Muslim beschrieben, wodurch einige Historiker darauf schlossen, dass er aus Senegal, Mali, oder Guinea stammen musste, wobei diese Annahme aufgrund der mangelnden biografischen Informationen aus dieser Zeit auch angezweifelt wird. Der haitianische Historiker Thomas Maidou gibt an, dass Mackandal „Unterricht hatte und die Arabische Sprache sehr gut beherrschte“, wobei aufgrund des vorherrschenden Voodoo-Kults auf der Insel angenommen wird, dass auch Mackandal diesem anhing.
Wegen der Verwendung von Giften, die er aus den Kräutern der Insel herstellte, wurde Mackandal mit „Schwarzer Magie“ in Verbindung gebracht. Er verteilte diese Gifte an Sklaven, die es dem Essen, das sie den französischen Plantagenbesitzern servierten, beifügten.
Er wurde zu einem Guerillaanführer, der die verschiedenen Maroongruppen vereinte, und schuf ein Netzwerk von Geheimorganisationen, die mit den Sklaven in Verbindung standen, die sich immer noch auf Plantagen befanden. Er leitete die Maroons an, nachts Plantagen zu überfallen, Besitztümer anzuzünden und die Plantagenbesitzer zu töten. 6000 Menschen kamen bei diesen Aufständen ums Leben.
Es wurde befürchtet, dass Mackandal alle Weißen aus der Kolonie vertreiben würde. Er wurde schließlich von einem Verbündeten verraten, der so lange gefoltert wurde, bis er gestand. Mackandal wurde 1758 gefangen und auf einem öffentlichen Platz in Cap-Français, dem heutigen Cap-Haïtien, durch die französischen Kolonialbehörden auf dem Scheiterhaufen verbrannt.
Einige Voodoo-Anhänger sind überzeugt, Mackandal habe seine Hinrichtung durch die Verwandlung in eine Fliege überlebt und sei als Mückenschwarm zurückgekehrt, um die französischen Kolonialherren durch Gelbfieber zu bestrafen.
Auf Mackandal wurde in mehreren fiktionalen Werken Bezug genommen, unter anderem in den Romanen Die Insel der roten Mangroven (von Sarah Lark), Das Reich von dieser Welt, American Gods und Guy Endores Babouk sowie Die Insel unter dem Meer (von Isabel Allende). Auch erscheint die Person Mackandal in dem Videospiel Assassin’s Creed III: Liberation.